# Lozane
Lozane (cyr. Лозане) – wieś w Serbii, w okręgu jablanickim, w gminie Bojnik. W 2011 roku liczyła 28 mieszkańców.